# 191 km (obwód moskiewski)
191 km, także 192 km (ros. 191 км, 192 км) – przystanek kolejowy na granicy miejscowości Posiołok stanciji 192 km i Nowoszychowo, w rejonie odincowskim, w obwodzie moskiewskim, w Rosji. Położony jest na Wielkim Pierścieniu Kolei Moskiewskiej.
Linia na wysokości przystanku nie biegnie równolegle. Perony oddalone są od siebie o ok. 100 m w linii prostej.

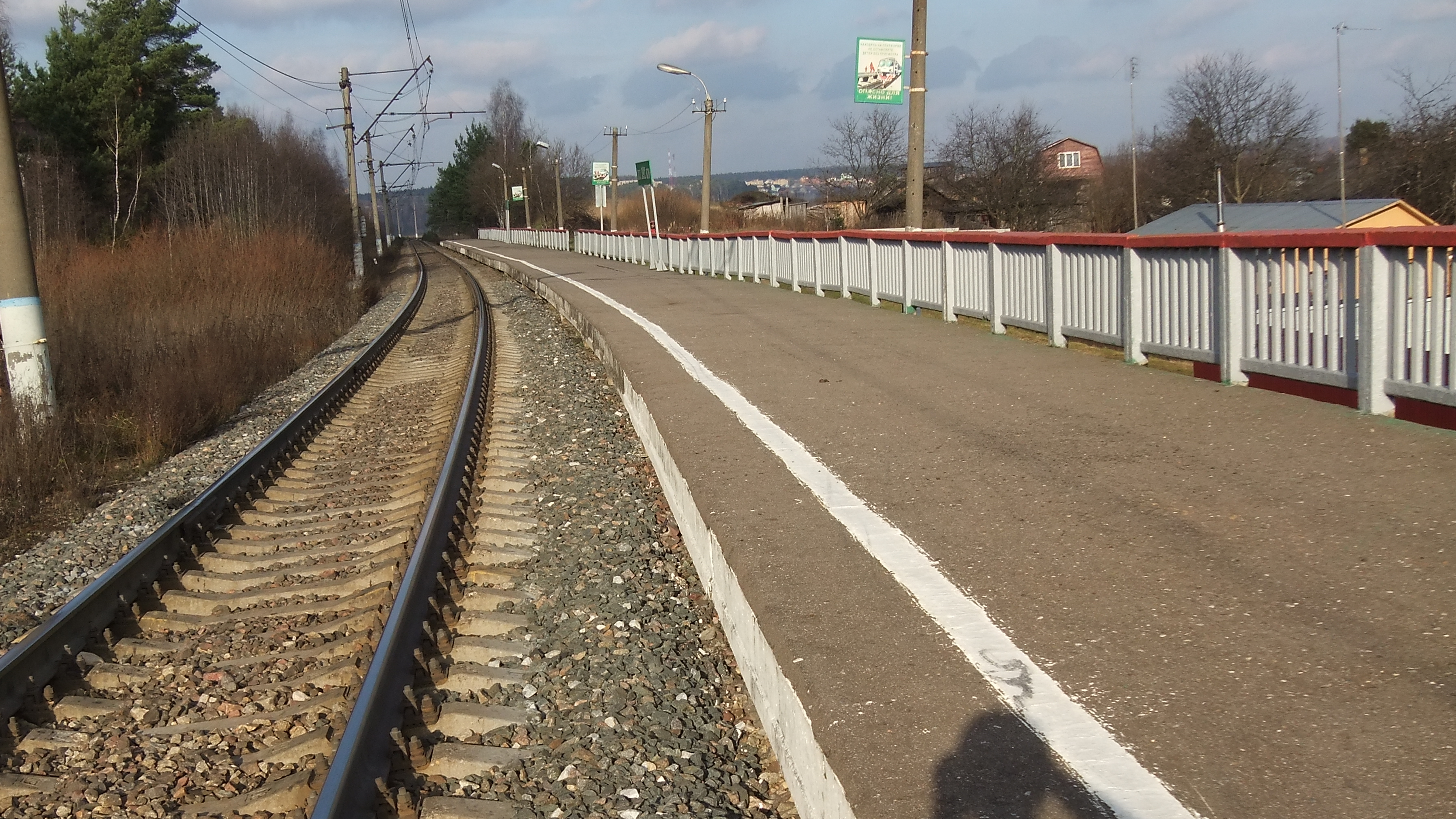
peron zachodni, widok w stronę Manichina